# Ribartsi
Ribartsi (en macédonien Рибарци) est un village du centre de la Macédoine du Nord, situé dans la municipalité de Rosoman. Le village comptait 41 habitants en 2002.

## Démographie
Lors du recensement de 2002, le village comptait :
- Macédoniens : 41